# ذو الفقار علي بوتو الحفيد
ذو الفقار علي بوتو الحفيد (1990 - )، هو ممثل أداء بصري باكستاني لبناني، يعيش حاليًا في سان فرانسيسكو، وهو أحد أفراد عائلة بوتو.

## نشأته
ولد في 1 أغسطس 1990، والده هو السياسي الباكستاني مرتضى بوتو، والدته هي غنوة بوتو رئيسة حزب الشعب الباكستاني (شهيد بوتو)، وهي من أصل لبناني. سُمى على اسم جده رئيس الوزراء الباكستاني ذو الفقار علي بوتو.

## أعماله
عمل في العديد من الأعمال الفنية مثل: مسلمون مسلمون، والمسلم الثالث، سلسلة الأليف، وغدًا نرث الأرض. في 2015 قدم بعض أعماله في معرض فني.